# Burusok
A burusok ókori germán néptörzs, amely Tacitus szerint több más kisebb néppel a markomannoktól és a kvádoktól északra lakott. A Tabula Peutingerianán (Bur…) a szarmaták és a kvádok közt, Felső-Magyarország nyugati részén jelölik őket. Az első daciai háborúban a burusok egy küldöttsége jelent meg Traianus római császár előtt, s Decebal szövetségesei nevében egy nagy gombán olvasható latin felirattal figyelmeztette, hogy vonuljon vissza. A Traianus-oszlop egyik képén csakugyan látható egy öszvéréről leesett barbár, akinek egy fütykös a fegyvere, s az elébe jövő császárt a gombára figyelmezteti. A történet Cassius Dio munkájában maradt fenn.